# Giro delle Fiandre 2018
Il Giro delle Fiandre 2018, centoduesima edizione della corsa e valida come tredicesima prova dell'UCI World Tour 2018 categoria 1.UWT, si svolse il 1º aprile 2018 su un percorso di 264,7 km con partenza da Anversa ed arrivo a Oudenaarde, in Belgio. 
La vittoria fu appannaggio dell'olandese Niki Terpstra, il quale completò il percorso in 6h21'25", alla media di 41,640 km/h, precedendo il danese Mads Pedersen e il belga Philippe Gilbert. Sul traguardo di Oudenaarde 104 ciclisti, su 175 partiti da Anversa, portarono a termine la competizione.

## Squadre e corridori partecipanti
| N.      | Cod. | Squadra                        |
| ------- | ---- | ------------------------------ |
| 1-7     | QST  | Quick-Step Floors              |
| 11-17   | BOH  | Bora-Hansgrohe                 |
| 21-27   | ALM  | AG2R La Mondiale               |
| 31-37   | BMC  | BMC Racing Team                |
| 41-47   | LTS  | Lotto Soudal                   |
| 51-57   | EFD  | Team EF Education First-Drapac |
| 61-67   | SUN  | Team Sunweb                    |
| 71-77   | AST  | Astana Pro Team                |
| 81-87   | TBM  | Bahrain-Merida                 |
| 91-97   | GFC  | Groupama-FDJ                   |
| 101-107 | MTS  | Mitchelton-Scott               |
| 111-117 | MOV  | Movistar Team                  |
| 121-127 | DDD  | Team Dimension Data            |

| N.      | Cod. | Squadra                      |
| ------- | ---- | ---------------------------- |
| 131-137 | TKA  | Team Katusha Alpecin         |
| 141-147 | TLJ  | Team Lotto NL-Jumbo          |
| 151-157 | SKY  | Team Sky                     |
| 161-167 | TFS  | Trek-Segafredo               |
| 171-177 | UAD  | UAE Team Emirates            |
| 181-187 | SVB  | Sport Vlaanderen-Baloise     |
| 191-197 | VWC  | Veranda's Willems-Crelan     |
| 201-207 | WGG  | Wanty-Groupe Gobert          |
| 211-217 | WVA  | WB Aqua Protect Veranclassic |
| 221-227 | RNL  | Roompot-Nederlandse Loterij  |
| 231-237 | VCC  | Vital Concept Cycling Club   |
| 241-247 | COF  | Cofidis, Solutions Crédits   |

## Ordine d'arrivo (Top 10)
| Pos. | Corridore         | Squadra    | Tempo    |
| ---- | ----------------- | ---------- | -------- |
| 1    | Niki Terpstra     | Quick-Step | 6h21'25" |
| 2    | Mads Pedersen     | Trek       | a 12"    |
| 3    | Philippe Gilbert  | Quick-Step | a 17"    |
| 4    | Michael Valgren   | Astana     | a 20"    |
| 5    | Greg Van Avermaet | BMC        | a 25"    |
| 6    | Peter Sagan       | Bora       | s.t.     |
| 7    | Jasper Stuyven    | Trek       | s.t.     |
| 8    | Tiesj Benoot      | Lotto      | s.t.     |
| 9    | Wout Van Aert     | Veranda's  | s.t.     |
| 10   | Zdeněk Štybar     | Quick-Step | s.t.     |